# Twyla Tharp
(T. Tharp)
Twyla Tharp (Portland, 1º luglio 1941) è una danzatrice e coreografa statunitense.
Autrice di musical e opere di balletto per il teatro e vincitrice di premi Emmy e Tony (riconoscimenti per opere teatrali e televisive), ha pubblicato tre libri, di cui uno autobiografico. Tharp, che svolge la sua attività di coreografa a New York, ha detto di sé: "Sono diventata la più grande coreografa del mio tempo; era il mio compito ed è ciò che ho cercato di fare." Nel 2025 ha ricevuto il Leone d'oro alla carriera alla Biennale Danza.

## Biografia

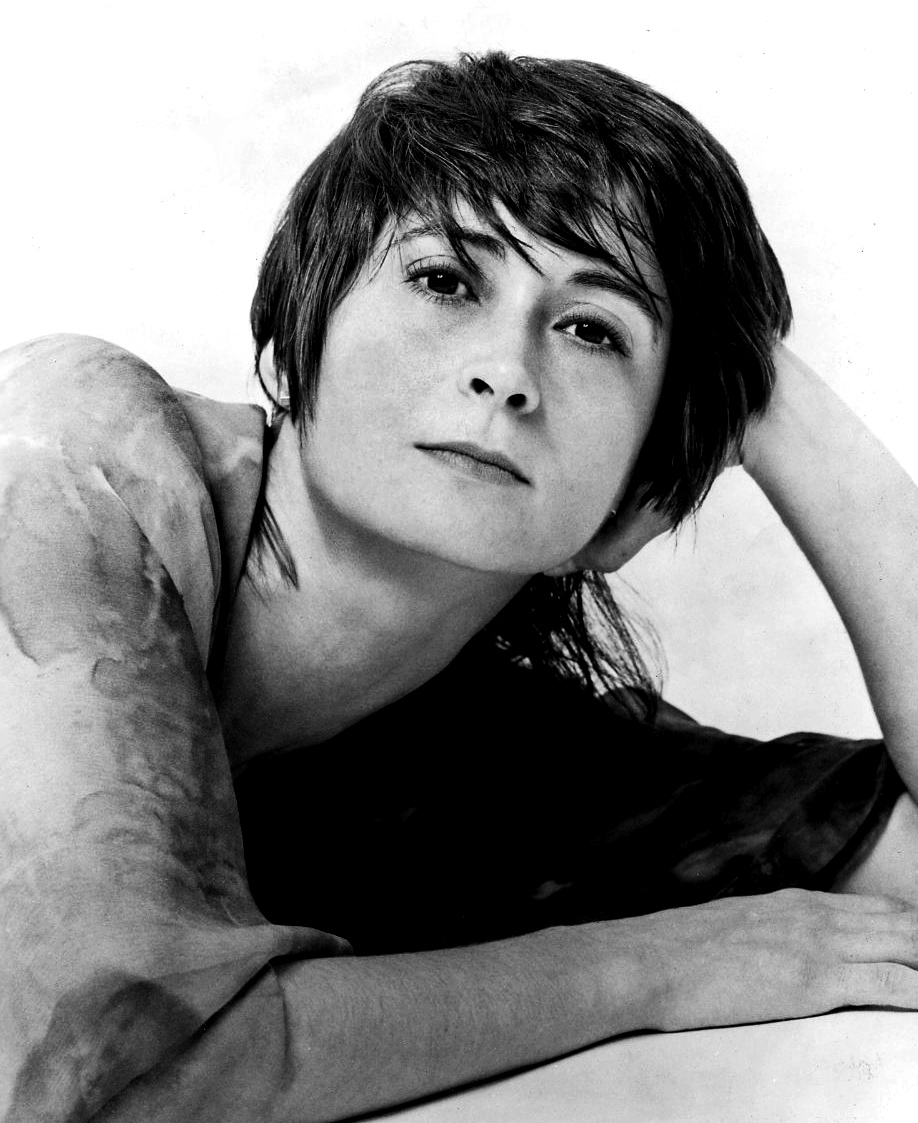
Twyla Tharp - 1981

Dal natio stato dell'Indiana si trasferì all'età di dieci anni a Rialto, città della California, dove la sua famiglia (composta dal padre William, dalla madre Lecile, dalla sorella minore Twanette e dai fratelli gemelli Stanley e Stanford) aveva rilevato la gestione di un cinema-teatro drive-in. Durante il periodo giovanile studiò alla scuola di danza di Vera Lynn e alla Pacific High School di San Bernardino, per poi passare al Pomona College e quindi al Barnard College di New York. Fu appunto a New York che si avvicinò alla danza frequentato i corsi di Martha Graham, Alwin Nikolais e, soprattutto, Merce Cunningham. 
Conseguito nel 1963 il diploma in storia dell'arte al Barnard College, entrò a far parte nel 1965 della Paul Taylor Dance Company nella quale rimase fino al 1966. L'anno successivo fondò la sua prima compagnia, denominata Twyla Tharp Dance. Nel 1988 la compagnia confluì nell'American Ballet Theatre, con il quale la coreografa creò una dozzina di lavori teatrali. Da allora Tharp ha composto coreografie per molte compagnie, inclusi il Paris Opera Ballet, il Royal Ballet di Londra, il New York City Ballet, il Boston Ballet, lo Joffrey Ballet, l'Hubbard Street Dance e la Martha Graham Dance Company.
Il primo lavoro di Tharp ad approdare a Broadway, New York, è stato nel 1980 When We Were Very Young, seguito l'anno successivo dalla sua collaborazione con il musicista David Byrne per The Catherine Wheel, messo in scena al Winter Garden Theatre. Una sua versione di Singin' in the Rain (il musical da cui fu tratto Cantando sotto la pioggia) è stata rappresentata in trecentosessantasette recite al Gershwin Theatre prima di essere portato in tournée negli Stati Uniti. Una sua coreografia, In the Upper Room, per orchestra da camera, è stata musicata nel 1986 da Philip Glass. Nel 1991 ha vinto il Laurence Olivier Award per l'eccellenza nella danza. Negli anni duemila uno dei maggiori successi di Twyla Tharp è stato il musical scritto nel 2002 assieme al musicista Billy Joel Movin' Out, pluripremiato a Broadway e vincitore di numerosi riconoscimenti fra cui il Tony Award e l'Astaire Award.

### L'attività per il cinema
Per il cinema, Tharp è stata collaboratrice del regista Miloš Forman ed autrice delle coreografie di diversi suoi film, fra cui Hair, del 1979, Ragtime, del 1980 e Amadeus, del 1984. Con Taylor Hackford ha creato le coreografie di White Nights, del 1985, e con James Brooks quelle per I'll Do Anything, del 1994. 

### Il musical con canzoni di Bob Dylan
Il suo musical basato sulle canzoni di Bob Dylan, The Times They Are A-Changin', dal titolo di un brano del 1964 del cantautore del Minnesota, è stato rappresentato a ottobre 2006 a Broadway. Il progetto, sollecitato sembra dallo stesso Dylan, che ha ceduto di buon grado i diritti sui suoi motivi, non ha registrato, al debutto, molti consensi. Il musical, centrato sulle disavventure di una famiglia all'interno della comunità di un circo alle prese con la rivolta dei clown contro un crudele capocomico, è apparso avulso rispetto al tenore delle canzoni di Dylan, messe in scena in discreta quantità. La cattiva accoglienza da parte di critica e pubblico è giunta nonostante il lungo rodaggio sostenuto dallo show dall'inizio dell'anno attraverso i teatri della provincia americana.

## Premi
- 1985 due Emmys Awards
- 2003 Tony Award per Moving Out
- 2003 Astaire Award
- 2003 Drama League Award
- 2003 Drama Desk Award
- 2003 Outer Critics Circle Award

## Scritti
- Push comes to shove - autobiografia
- The creative habit
- Learn it and use it for live